# Buchwalde (Malschwitz)

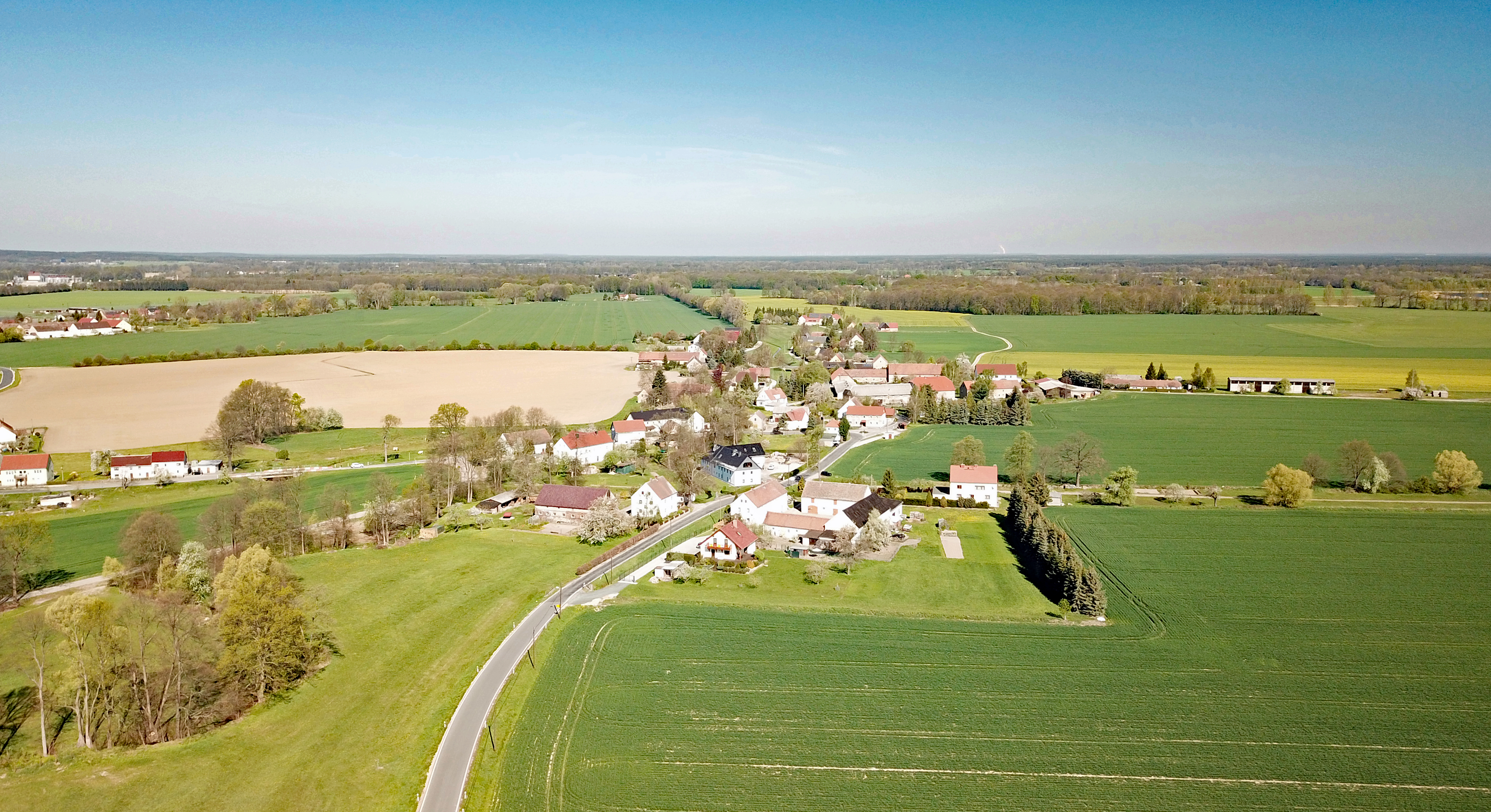
Luftbild

Buchwalde, obersorbisch Bukojnaⓘ, ist ein Dorf im ostsächsischen Landkreis Bautzen und gehört seit 1994 zur Gemeinde Malschwitz. Es liegt in der Oberlausitz und zählt zum offiziellen Sorbischen Siedlungsgebiet.

## Geographie

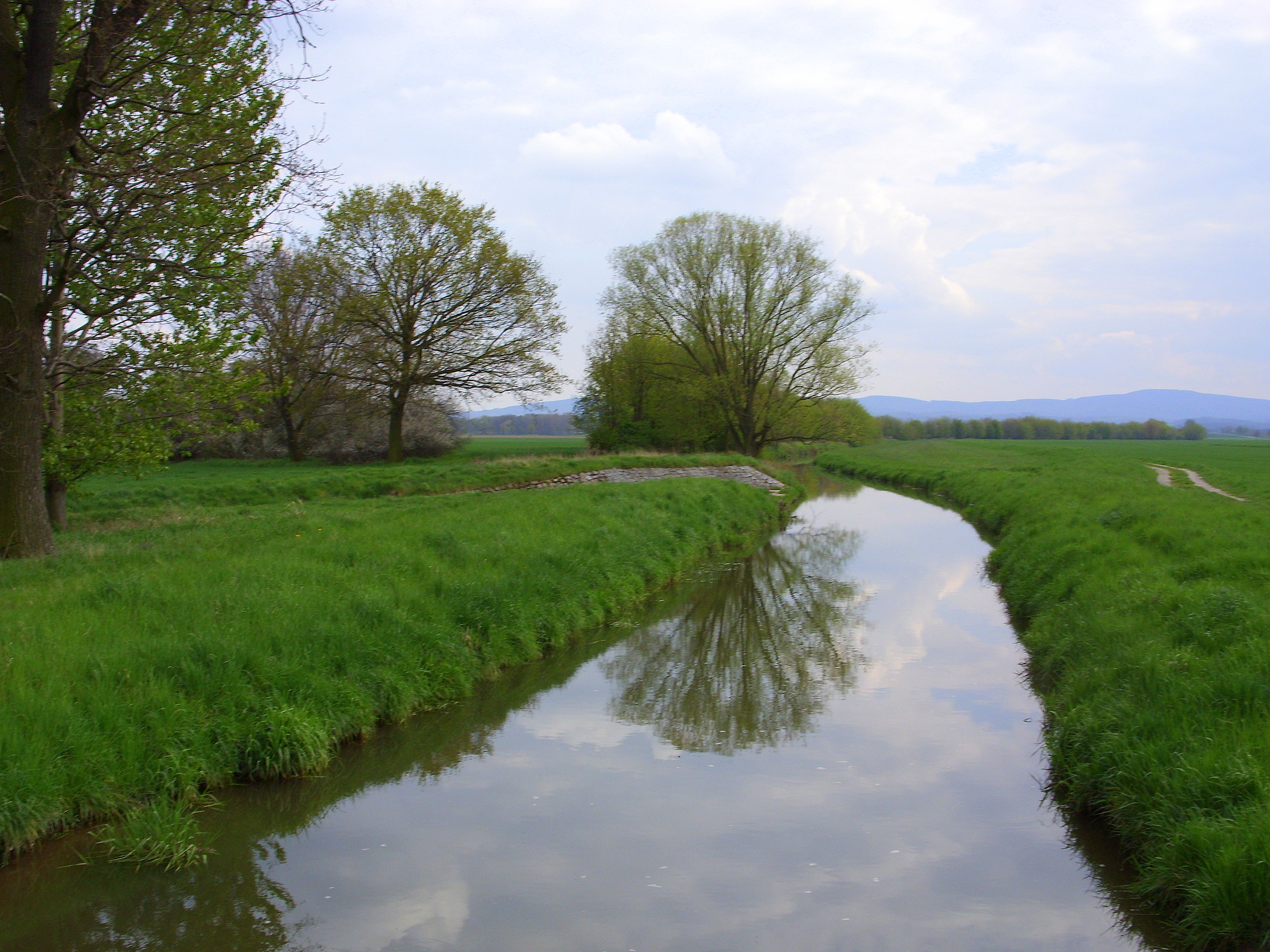
Kotitzer Wasser südlich von Buchwalde mit Blick zum Czorneboh

Buchwalde liegt etwa 14 km nordöstlich von Bautzen und 8 km nordwestlich von Weißenberg an jeweils einem Arm des Kotitzer und Löbauer Wassers, die als Mühlgraben und Ritschka (von sorbisch rěčka, „Bach“) bezeichnet werden. Die beiden Gewässer vereinigen sich in Buchwalde und münden 2 km nordwestlich wieder ins Kotitzer Wasser. Die Umgebung von Buchwalde wird geprägt von zahlreichen natürlichen und künstlichen Wasserläufen sowie großen Feldern im Süden und Wäldern im Norden. Der Ort liegt auf 147 m ü. NN.
Buchwalde ist ein Waldhufendorf; ein ehemaliges Rittergut befindet sich im Ortszentrum.

## Geschichte
Der Ort wird erstmals 1280 als Herrensitz Buchinwalde erwähnt. Das legt eine Gründung durch deutsche Neusiedler nahe, die nach der Eroberung der Oberlausitz um 1000 ins Land kamen. Ab 1482 war das Dorf im Besitz der Stadt Bautzen, die es damals kaufte. Die Stadt war mindestens bis zum Oberlausitzer Pönfall (1547) Grundherr von Buchwalde. Später gehörte es zur Herrschaft Baruth. Die sorbische Bezeichnung ist schriftlich erstmals 1684 nachgewiesen (z Bukowneye = „aus Buchwalde“) und ist gleichbedeutend (bukojna = „Buchenwald“).

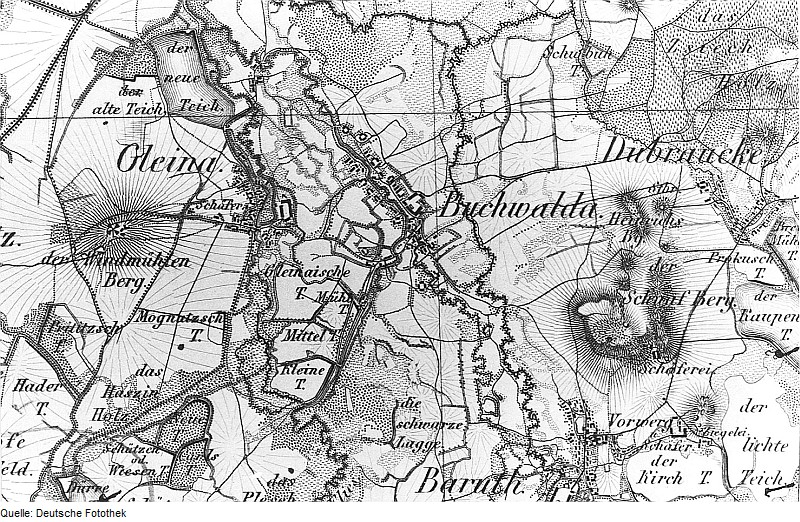
Karte von Oberreit mit Buchwalde um 1845

Im Jahre 1854 waren auch einige Buchwalder Einwohner unter den 558 sorbischen Auswanderern, die unter Führung von Pfarrer Jan Kilian Europa verließen und die sorbische Siedlung Serbin in Texas begründeten.
Am 1. Juli 1950 wurde die bis dahin eigenständige Gemeinde Gleina eingegliedert.
Bis zum 1. Februar 1974 war Buchwalde eine eigenständige Gemeinde, dann wurde es nach Baruth eingemeindet. Die Gemeinde Baruth kam mit der Gemeindegebietsreform 1994 zu Malschwitz.

## Bevölkerung
Die letzte Bevölkerungsangabe für die Gemeinde Buchwalde stammt von 1964. Damals lebten 498 Einwohner in den beiden Ortsteilen Buchwalde und Gleina. Die meisten gläubigen Einwohner sind traditionell evangelisch-lutherisch. Buchwalde gehört seit dem 16. Jahrhundert zur Kirchgemeinde Baruth.
Für seine Statistik über die sorbische Bevölkerung in der Oberlausitz ermittelte Arnošt Muka in den achtziger Jahren des 19. Jahrhunderts eine Bevölkerungszahl von 299 Einwohnern; davon waren 279 Sorben (93 %) und 20 Deutsche. 1956 lag der sorbischsprachige Bevölkerungsanteil in der Gemeinde noch bei 64 %. Seither ist er weiter stark zurückgegangen.

## Verkehr
Buchwalde ist weiter entfernt von der Autobahn 4, die nächsten Anschlussstellen sind 10 (Weißenberg) oder 11 km entfernt (Bautzen-Ost). Lokalstraßen verbinden den Ort mit Gleina (1 km) und Baruth (2 km).
Die rückgebaute Bahnstrecke Löbau–Radibor führte direkt südlich an Buchwalde vorbei; der nächstgelegene Bahnhof war in Baruth. Sie wurde zuletzt nur noch für den Güterverkehr bis Baruth genutzt und 1995 endgültig stillgelegt.

## Persönlichkeiten
Der sorbische Pfarrer und Kulturpolitiker Jaroměr Hendrich Imiš (Friedrich Heinrich Immisch) wurde 1819 in Buchwalde geboren. Er war einer der Gründerväter der sorbischen Wissenschaftsgesellschaft Maćica Serbska.

## Belege
1. ↑  Digitales Historisches Ortsverzeichnis Sachsen
2. ↑  Andreas Bensch: Chronologie der Stadt Bautzen. Bautzen 2001.
3. ↑  Marion Völker: Die städtische Verfassung von den Anfängen bis zum Pönfall 1547. In: Von Budissin nach Bautzen. Lusatia, Bautzen 2002.
4. ↑  Ernst Eichler, Hans Walther: Ortsnamenbuch der Oberlausitz. Akademie-Verlag, Berlin 1975.
5. ↑  Ernst Tschernik: Die Entwicklung der sorbischen Bevölkerung. Akademie-Verlag, Berlin 1954, S. 50.
6. ↑  Ludwig Elle: Sprachenpolitik in der Lausitz. Domowina-Verlag, Bautzen 1995, S. 244.